# Bancă centrală
Banca centrală a unui stat este acea instituție economică ce emite moneda națională a statului respectiv. 
Bancă centrală este o instituție căreia, în baza unui act juridic, i-a fost încredințată responsabilitatea de aplicare a politicii monetare într-o anumită zonă.